# Himalaya-Halysotter
Die Himalaya-Halysotter (Gloydius himalayanus) ist eine Schlange aus der Unterfamilie der Grubenottern (Crotalinae) innerhalb der Vipern (Viperidae).

## Merkmale
Die Himalaya-Halysotter ist eine mittelgroße Schlange mit einer durchschnittlichen Körperlänge von etwa 65 cm. Der Rücken ist hellbraun und kann von grau bis dunkelbraun variieren. Auf dem Rücken hat die Schlange eine Reihe von dunkelbraunen Flecken, die sich mit einer Fleckenreihe an den Flanken abwechseln. Von den Augen zieht sich ein dunkles Band zum Mundwinkel, die Oberlippenschilde besitzen eine dunkle Sprenkelung auf hellem Grund. Der Bauch ist hellgrau mit einer feinen Punktierung. Die Körperschuppen der Schlange sind stark gekielt und bilden 21 Schuppenreihen an der Körpermitte. Die Bauchseite besteht aus 147 bis 175 Ventralia, denen sich ein ungeteiltes Anale sowie 32 bis 52 Subcaudalia anschließen.
Der Kopf ist länglich und mit symmetrisch angeordneten Schuppen bedeckt. Zwischen den Augen und den Nasenlöchern liegen die deutlichen Grubenorgane der Schlange. Oberhalb der Mundöffnung liegen sieben Oberlippenschilde (Supralabialia), wobei zwei der hinteren mit den Temporalschilden verwachsen sind und so große posttemporale Schilde bilden. Jeweils ein Paar von Prä- und Postocularia liegen den Augen an und trennen sie von den Supralabialia.
Ihre Jungen bringt die Himalaya-Halysotter lebend zur Welt.

## Verbreitung und Lebensraum
Die Himalaya-Halysotter ist eine ausgesprochene Hochgebirgsart und lebt ausschließlich in den südlichen Gebieten des Himalaya in Indien (Kaschmir, Punjab), Pakistan und Nepal in Höhen über 1500 bis 4000 m NN.
Die Schlange bevorzugt baumbestandene Geröllflächen und findet sich meistens in Höhlen oder Spalten zwischen den Steinen.

## Lebensweise
Die Himalaya-Halysotter ist vor allem nachts aktiv. Sie überwintert in den Monaten vom Oktober bis zum April, an warmen Wintertagen kommt sie allerdings aus dem Versteck und sonnt sich. Ihre Nahrung besteht vor allem aus Skinken und anderen Echsen.